# Fávila das Astúrias
Fávila (Favilac ou Fafila) foi o segundo Rei das Astúrias de 737 até sua morte em 739. Ele era o único filho e sucessor de Pelágio das Astúrias, o primeiro monarca asturiano.
Em 27 de outubro de 737 fundou a Igreja Santa Cruz de Cangas de Onís, sobre as ruínas de uma antiga igreja do século IV. Nesta igreja católica originalmente estava abrigada a Cruz da Vitória, usada por Pelágio na Batalha de Covadonga. Posteriormente a cruz original foi revestida em ouro, tornando-se Cruz gemada e doada pelo Rei Afonso III, em 908, à Catedral de Oviedo.
Tendo governado durante 2 anos e 6 meses, Fávila foi, supostamente, morto por um urso, mas note-se que também se diz o mesmo sobre Pelágio, seu pai, o que é muito pouco provável. O mais provável seja o assassinato político. Embora tenha deixado filhos, com sua morte foi proclamado o Rei Afonso I, Duque da Cantábria e seu cunhado, casado com sua irmã Ermesinda.
Quando morreu, Fávila e sua esposa Froiluba, foram sepultados na Igreja de Santa Cruz de Cangas de Onís que ele mandara construir.

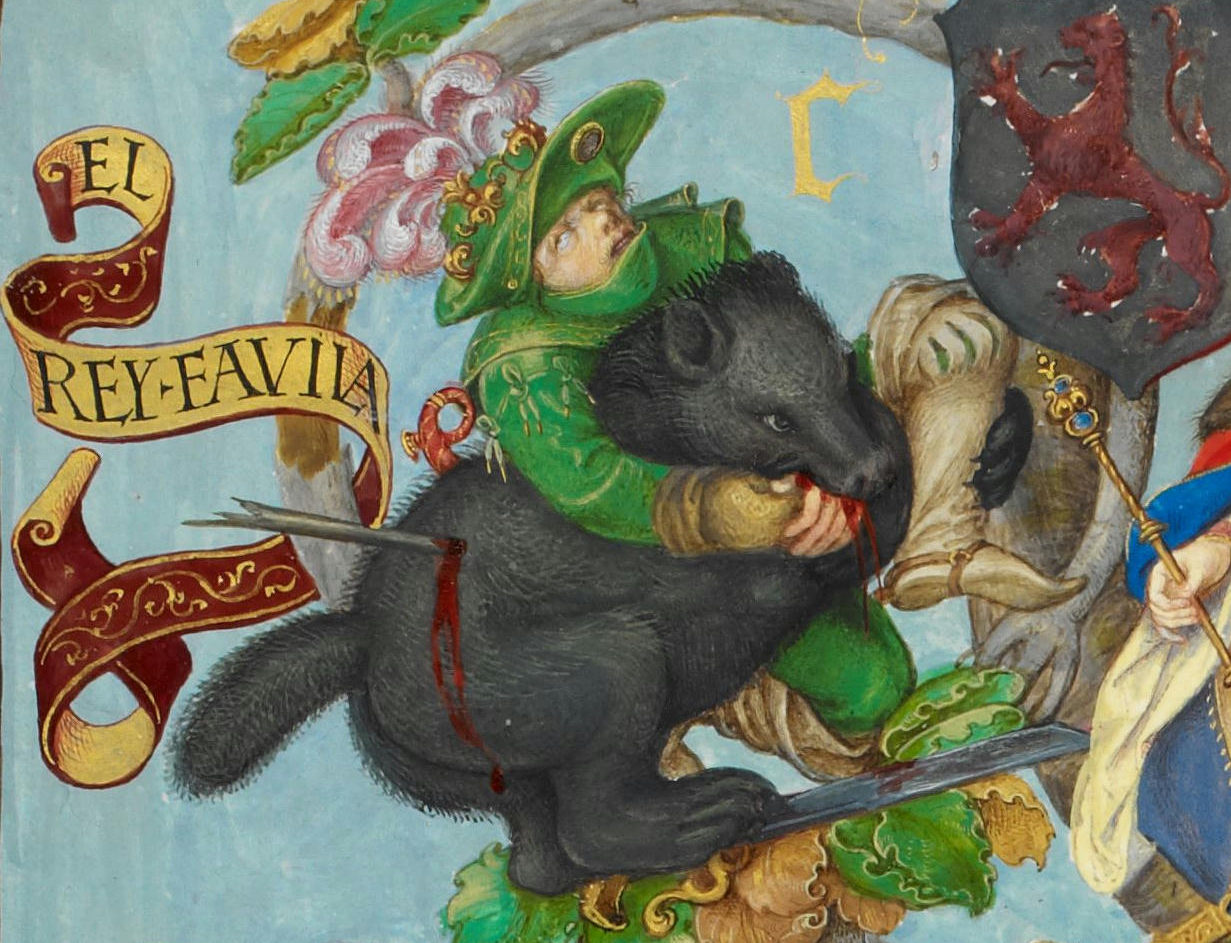
Iluminura do século XVI, representando um urso a atacar Fávila.